# Вайтменс-Гроув (Огайо)
Вайтменс-Гроув (англ. Wightmans Grove) — переписна місцевість (CDP) в США, в окрузі Сендаскі штату Огайо. Населення — 55 осіб (2020).

## Географія
Вайтменс-Гроув розташований за координатами 41°25′25″ пн. ш. 83°2′45″ зх. д. / 41.42361° пн. ш. 83.04583° зх. д. (41.423621, -83.045758).  За даними Бюро перепису населення США в 2010 році переписна місцевість мала площу 0,40 км², з яких 0,37 км² — суходіл та 0,04 км² — водойми.

## Демографія
Згідно з переписом 2010 року, у переписній місцевості мешкали 72 особи в 33 домогосподарствах у складі 19 родин. Густота населення становила 179 осіб/км².  Було 80 помешкань (198/км²).
Расовий склад населення:
| - 100,0 % — білих |

До двох чи більше рас належало 0,0 %. Частка іспаномовних становила 2,8 % від усіх жителів.
За віковим діапазоном населення розподілялося таким чином: 19,4 % — особи молодші 18 років, 70,9 % — особи у віці 18—64 років, 9,7 % — особи у віці 65 років та старші. Медіана віку мешканця становила 45,5 року. На 100 осіб жіночої статі у переписній місцевості припадало 125,0 чоловіків;  на 100 жінок у віці від 18 років та старших — 107,1 чоловіків також старших 18 років.
Цивільне працевлаштоване населення становило 0 осіб. 